# Корональні викиди маси

Корональні викиди маси

Корональні викиди маси (англ. coronal mass ejection, скор. англ. CME) — викид речовини з сонячної корони. 

## Короткий опис
Спостереження корональних викидів маси з поверхні Землі утруднене. Перше спостереження корональних викидів у видимому діапазоні довжин хвиль було проведене на початку 1970-х років за допомогою коронографа, встановленого на сьомій орбітальній сонячній обсерваторії. Оскільки диск коронографа вирізає з поля зору приладу яскравий диск Сонця, то прямі спостереження джерела коронального викиду на поверхні Сонця за допомогою коронографа неможливі, й припущення про можливе їхнє джерело робляться на основі спостережень іншими приладами в інших діапазонах хвиль.
Ці принципові труднощі призводить до того, що за спостереженнями з супутника поблизу Землі в ряді випадків виявляється неможливим визначити напрямок руху викиду: чи рухається він до Землі, чи від Землі. Для подолання цих труднощів останнім часом використовується пара космічних апаратів проєкт STEREO, що розведені на великі кути на орбіті Землі.
На відміну від сонячних спалахів, під час яких магнітна енергія, накопичена в активних областях Сонця, реалізується переважно в вигляді електромагнітного випромінювання, під час корональних викидів маси ця енергія витрачається на прискорення величезних мас речовини. Сонячні спалахи та корональні викиди є незалежними процесами. Викид містить плазму, що складається переважно з електронів та протонів поряд з невеликою кількістю важчих елементів — гелію, кисню, заліза та інших. Деякі іони часто мають нижчі стани іонізації (наприклад, одноразово іонізовані атоми гелію), ніж навколишня спокійна плазма корони. Це вказує на те, що значна частина маси викиду може бути прискорена з областей з нижчою температурою, тобто з рівня хромосфери. Характерною особливістю викиду є те, що його загальна топологія має форму велетенської петлі, обидва або один кінець якої закріплені за сонячну атмосферу, а магнітне поле у викиді, як правило, вище, ніж у спокійному сонячному вітрі, і являє собою скручені в джгут магнітні силові лінії.
Вирізняють також корональний викид у міжпланетному просторі (англ. interplanetary coronal mass ejection, скор. англ. ICME). Одним з різновидів такого викиду є магнітна хмара. Коли викид досягає Землі, він може спричинити потужний вплив на її магнітосферу, викликаючи різні ефекти космічної погоди. Серед можливих ефектів — полярні сяйва, магнітні бурі, порушення в роботі електрообладнання, погіршення умов поширення радіохвиль.

## Галерея

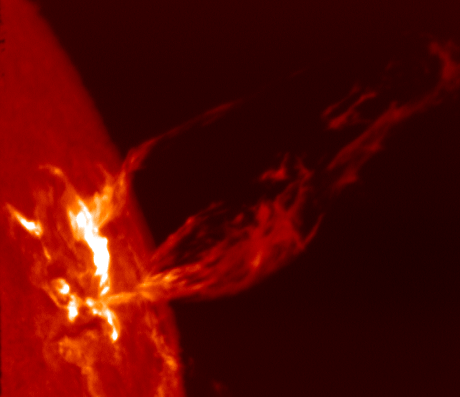
Корональний викид маси з «флером»
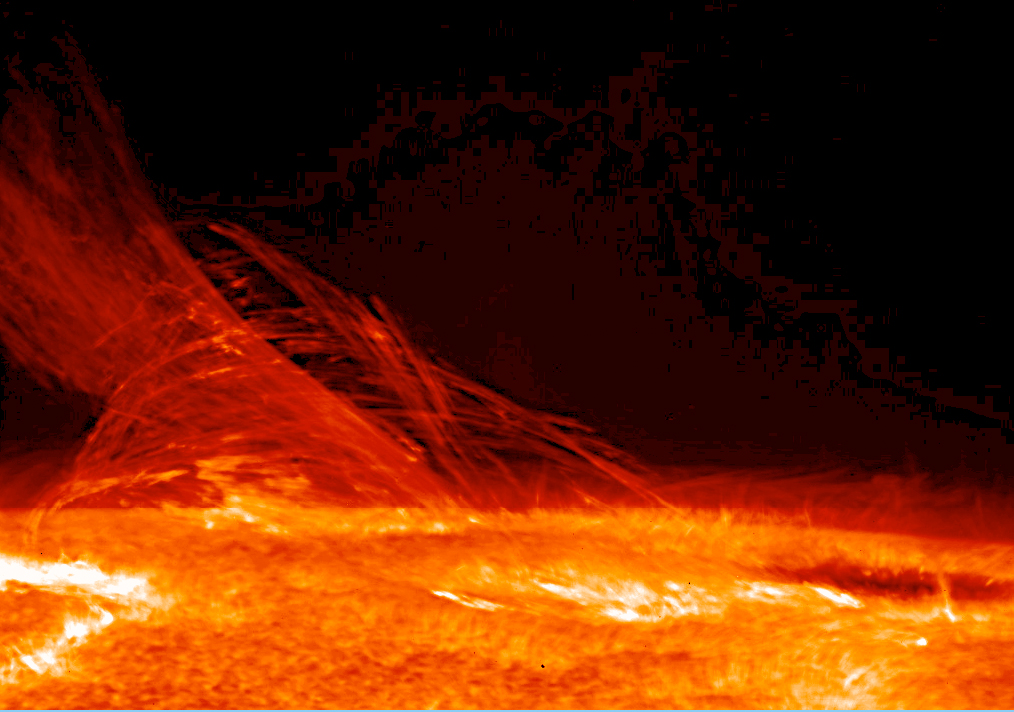
«Палаюча плазма»
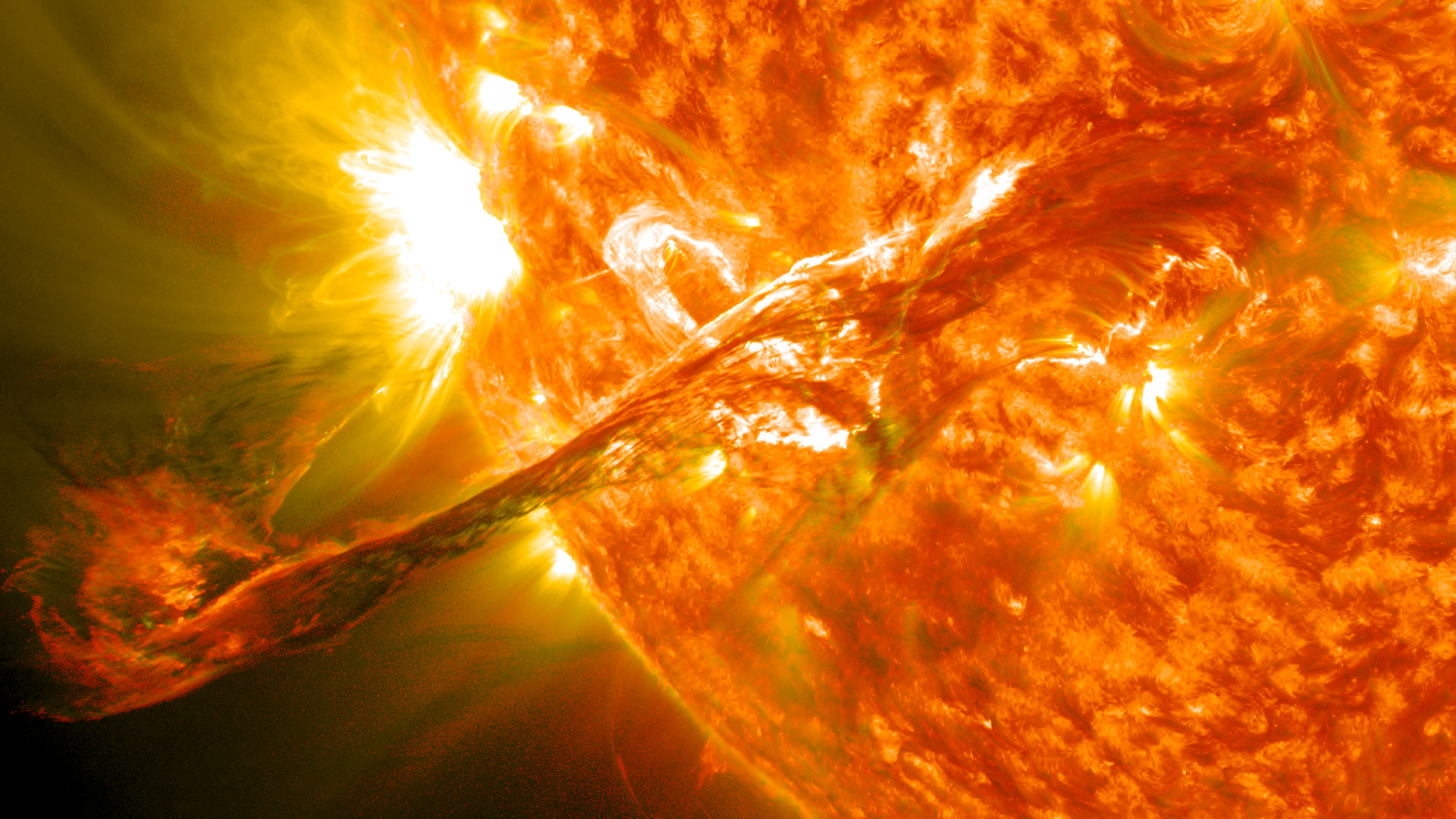
Корональний викид 31 серпня 2012 року